# Basidiodendron minutisporum
Basidiodendron minutisporum är en svampart som först beskrevs av Robert Francis Ross McNabb, och fick sitt nu gällande namn av Wojewoda 1981. Basidiodendron minutisporum ingår i släktet Basidiodendron, ordningen Auriculariales, klassen Agaricomycetes, divisionen basidiesvampar och riket svampar.   Inga underarter finns listade i Catalogue of Life.